# Ignaz Schuppanzigh
Ignaz Schuppanzigh (né à Vienne le 20 juillet 1776 — mort dans la même ville le 2 mars 1830) est un violoniste et chef d'orchestre autrichien.
Violoniste et altiste, il fut un interprète remarquable de la musique de chambre de ses contemporains et en particulier de celle de Haydn, de Beethoven et de Schubert. Il fut premier violon du quatuor privé du comte Andreï Razoumovski qui devint son protecteur et le resta jusqu'en 1814.

## Biographie
En 1804, il a fondé le célèbre Quatuor Schuppanzigh qui, au fil du temps, était composé des violonistes Joseph Mayseder,  Peter Hansel (en), de Franz Weiss à l'alto, d'Antonín Kraft au violoncelle, à partir de 1808, du violoncelliste Joseph Linke et à partir de 1823 du second violon Karl Holz (de). L'ensemble a bientôt gagné la réputation de meilleur quatuor à cordes européen et a eu une grande influence sur les compositeurs de l'époque. Il est considéré comme le premier quatuor à cordes professionnel.
Avant Beethoven, le répertoire du quatuor pouvait être abordé par des amateurs de bon niveau et par des professionnels avec peu de répétitions. Les quatuors de Beethoven ont introduit beaucoup de nouvelles difficultés techniques qui ne pouvaient être surmontées qu'en y consacrant le nombre de répétitions nécessaires. Quand Schuppanzigh se plaignait auprès de Beethoven sur un passage présentant une difficulté particulière, Beethoven lui répliquait: « Pensez-vous que je pense à votre misérable violon lorsque la muse s'empare de moi ? ».
De Beethoven, avec qui il partageait une solide amitié, il créa la plupart des Quatuors à cordes dont les cinq derniers et la Grande Fugue, et entre autres le Trio à l'Archiduc. Il eut aussi le privilège d'être le premier violon solo de l'orchestre qui était dirigé par le kapellmeister Michael Umlauf lors du fameux concert du 7 mai 1824 où furent données en première audition la Neuvième symphonie et la Missa Solemnis. De Schubert il reçut la dédicace du célèbre Quatuor à cordes n° 13 « Rosamunde ».
Souffrant d'une obésité morbide qui s'aggrava jusqu'à la fin de sa vie, Schuppanzigh dut se résoudre à abandonner le violon et mourut à 53 ans.
Beethoven avait composé pour lui une courte pièce chorale humoristique en forme de canon qu'il intitula « Éloge de l'obèse » (Lob auf den Dicken, WoO 100), et dont les esquisses sont visibles en marge de la partition autographe de la Sonate pour piano n° 15.
Son Guarnerius a, selon Ami Flammer, l'actuel possesseur, aussi appartenu à Christian Ferras[réf. souhaitée].